# Igreja do Senhor Bom Jesus dos Aflitos (Golpilheira)
A Igreja do Senhor Bom Jesus dos Aflitos, anteriormente denominada simplesmente de Igreja do Bom Jesus e popularmente conhecida como "capela velha", situa-se na aldeia da Golpilheira, na freguesia de que esta é sede, no Município da Batalha, em Portugal.
A capela, situada no centro da povoação, possui planta rectangular. O templo é hoje usado sobretudo para funerais, permanecendo normalmente fechado, excepto em dias de festa e feriados religiosos especiais. Missas regulares foram transferidas para a Igreja de Nossa Senhora de Fátima aquando da inauguração desta, nos anos 60 do século XX.

## Arquitectura
A fachada, virada a poente, é de pano único, destacando-se um modesto portal de verga recta. As paredes estão todas caiadas e definidas no embasamento por uma faixa cinzenta. Abrem-se duas janelas, uma a rematar o friso do pórtico e outra mais à esquerda. A frontaria termina em empena assimétrica, e é ultimada por uma cruz no topo e, à direita, por duas muito pequenas torres sineiras, cada uma com um sino, estando uma delas viradas para sul. A fachada norte destaca-se por dois contrafortes e duas janelas dispostas alternadamente, e dá para uma pequena praça com uma fonte construída pela Câmara Municipal da Batalha em 1911. A fachada sul tem duas janelas e uma entrada para a sacristia. A parte leste está escondida e tem um traçado ligeiramente curvo, que reflecte a forma da capela-mor.
O interior da Igreja do Senhor Bom Jesus dos Aflitos está dividido por um arco triunfal com motivos vegetalistas manuelinos. Encontra-se assim uma nave única coberta por abóbada de berço e uma capela-mor coberta por uma abóbada de cruzaria de ogivas apoiada em mísulas e com uma cruz na chave. No centro da capela-mor, foi aberto um nicho emoldurado e envidraçado para o altar-mor e que contém uma cruz de Cristo ladeada pela Virgem e São João. A flanquear todo este conjunto, existem dois nichos com imagens de Santo António e São Sebastião.

## História
O início da construção da então chamada Capela de Jesus remonta a 1474. O trabalho foi realizado pelo aparelhador do Mosteiro da Batalha João Afonso, mas a sua mulher, Catarina Pires, teve um papel mais forte na obra. A administração da capela passou para o filho, Pêro Anes (referido por vezes como Pedro Gomes ou Pedro Gomes da Rosa), sendo lá realizadas 24 missas por ano. Este escrivão da Chancelaria Régia seria sepultado no pavimento da capela-mor, junto ao altar. Sabe-se também que por volta de 1650, a igreja era administrada por Diogo Frade, que estabeleceu uma capelania de 20 missas por ano. Quanto ao nome actual da capela velha, ou pelo menos à denominação de "Bom Jesus", esta é já referida em 1721. Alguns documentos apontam Santo António como o padroeiro da primitiva capela no século XV. 

## Galeria

Igreja do Senhor Bom Jesus dos Aflitos
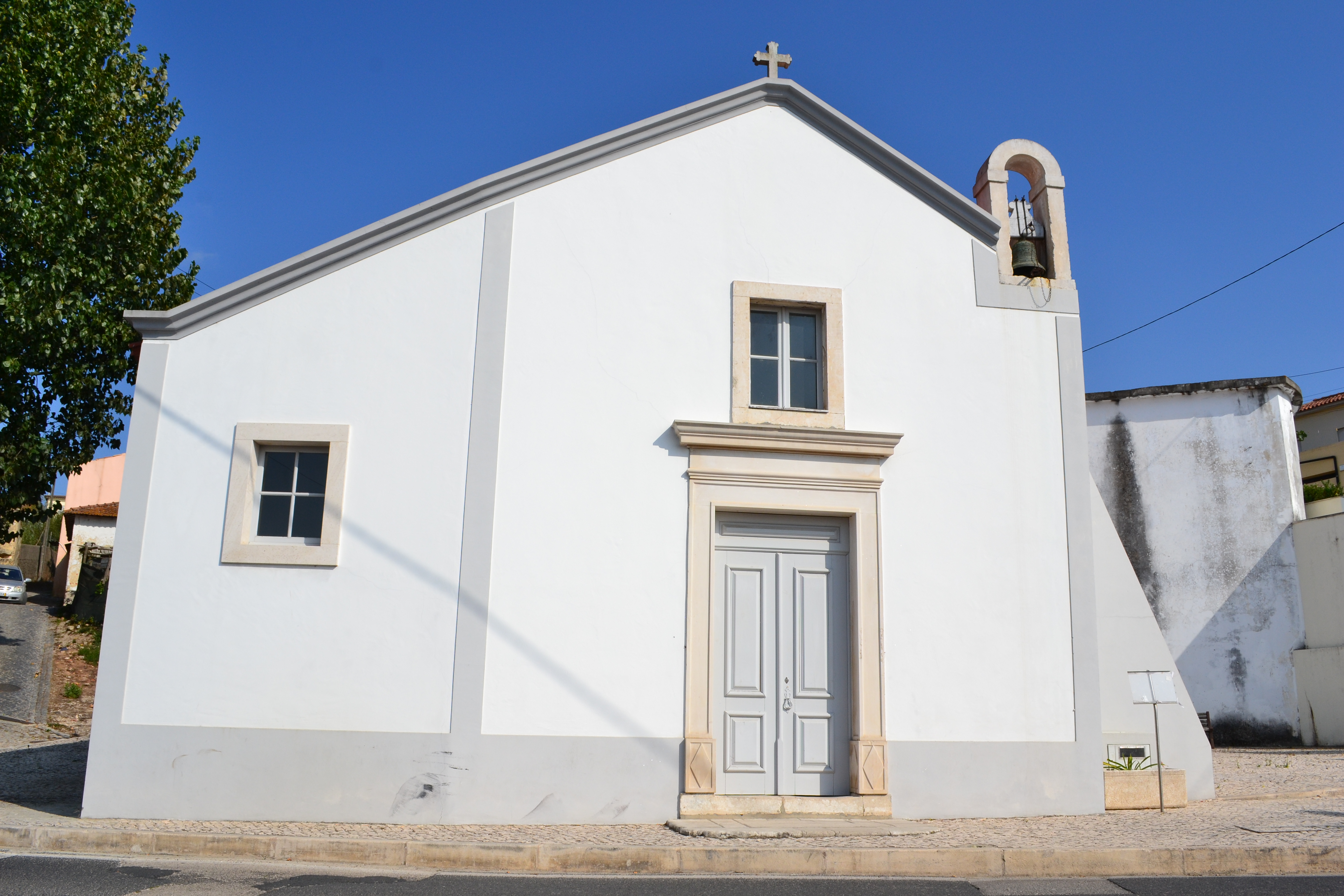
Frontaria
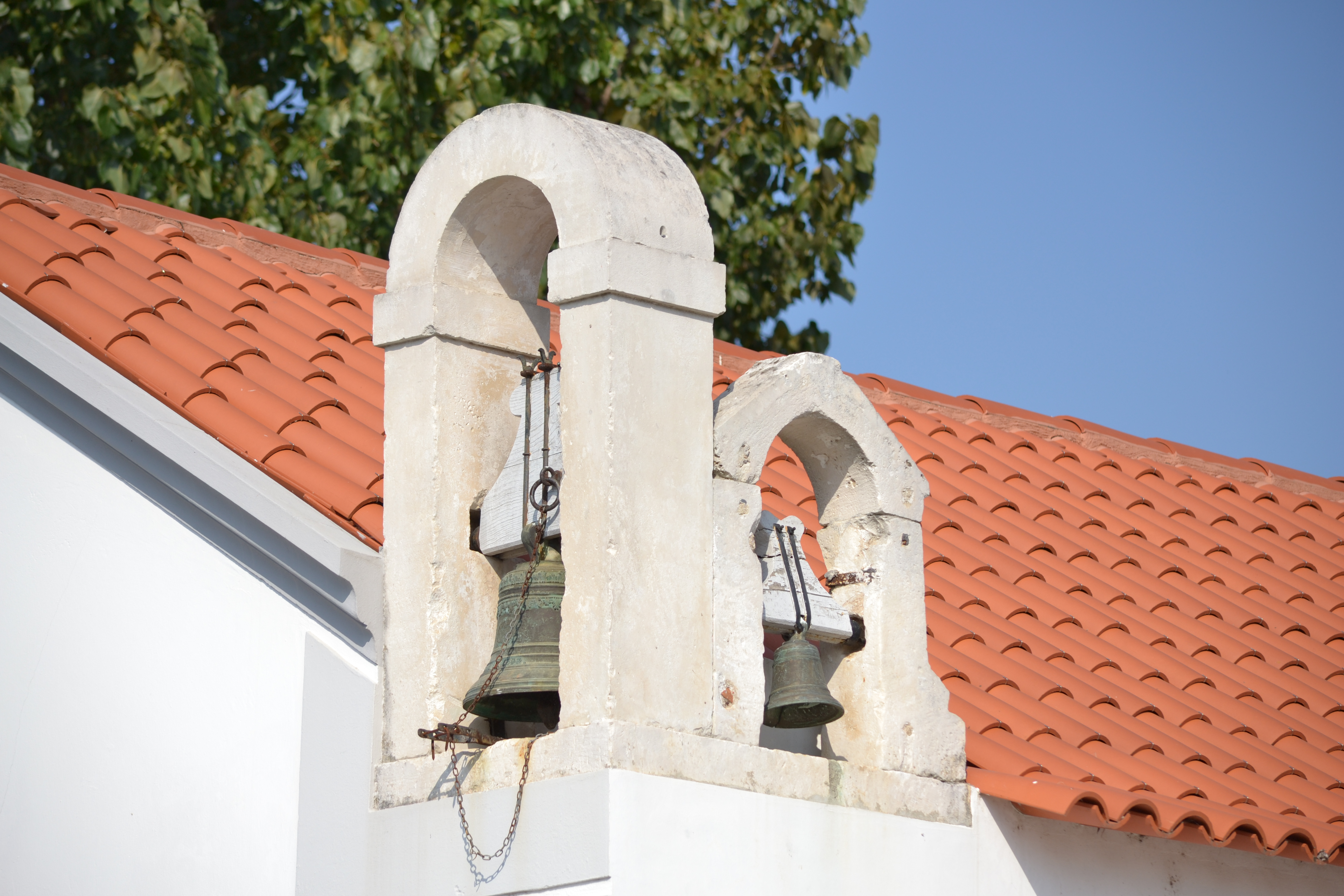
Pormenor dos sinos
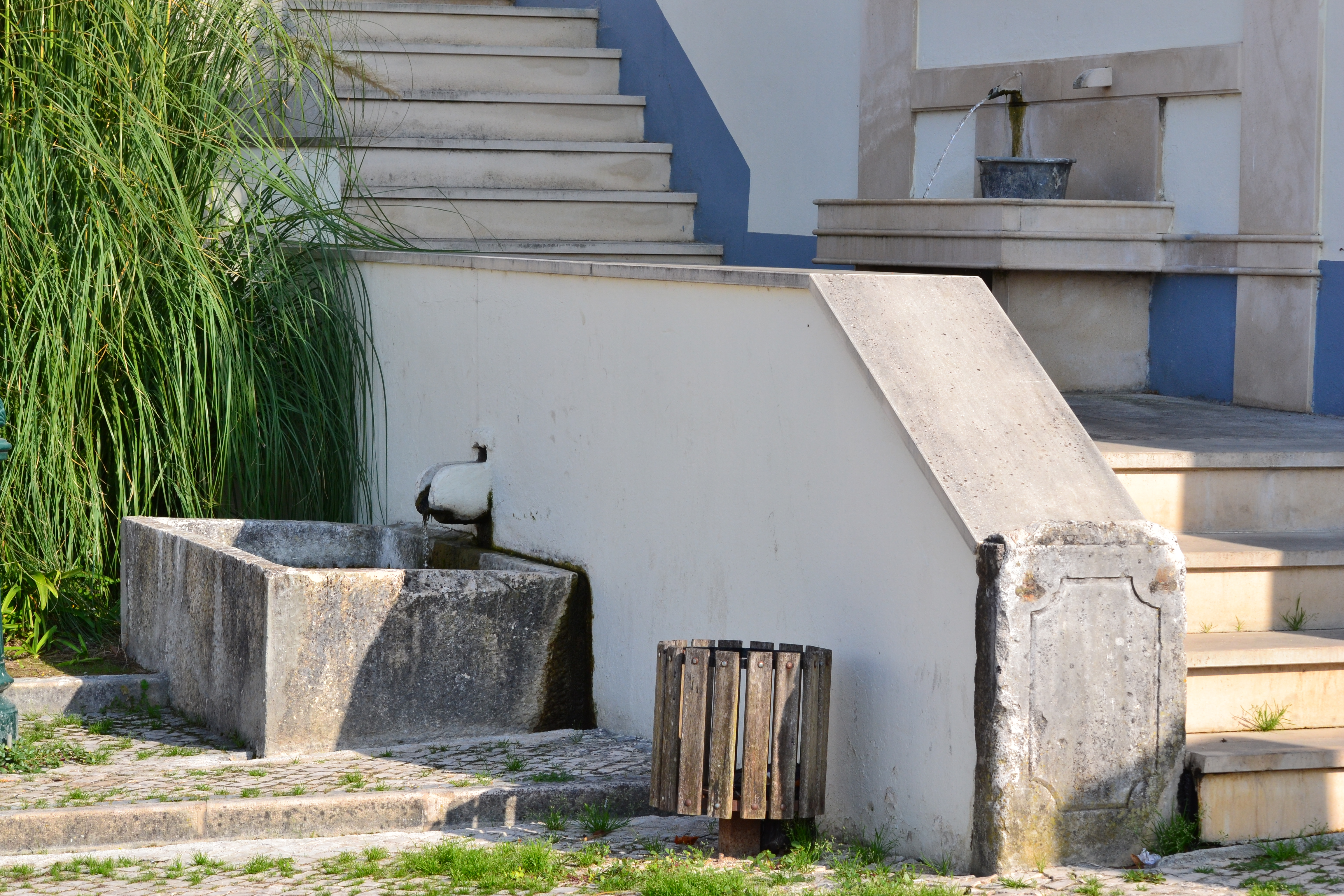
Fonte a sul da capela
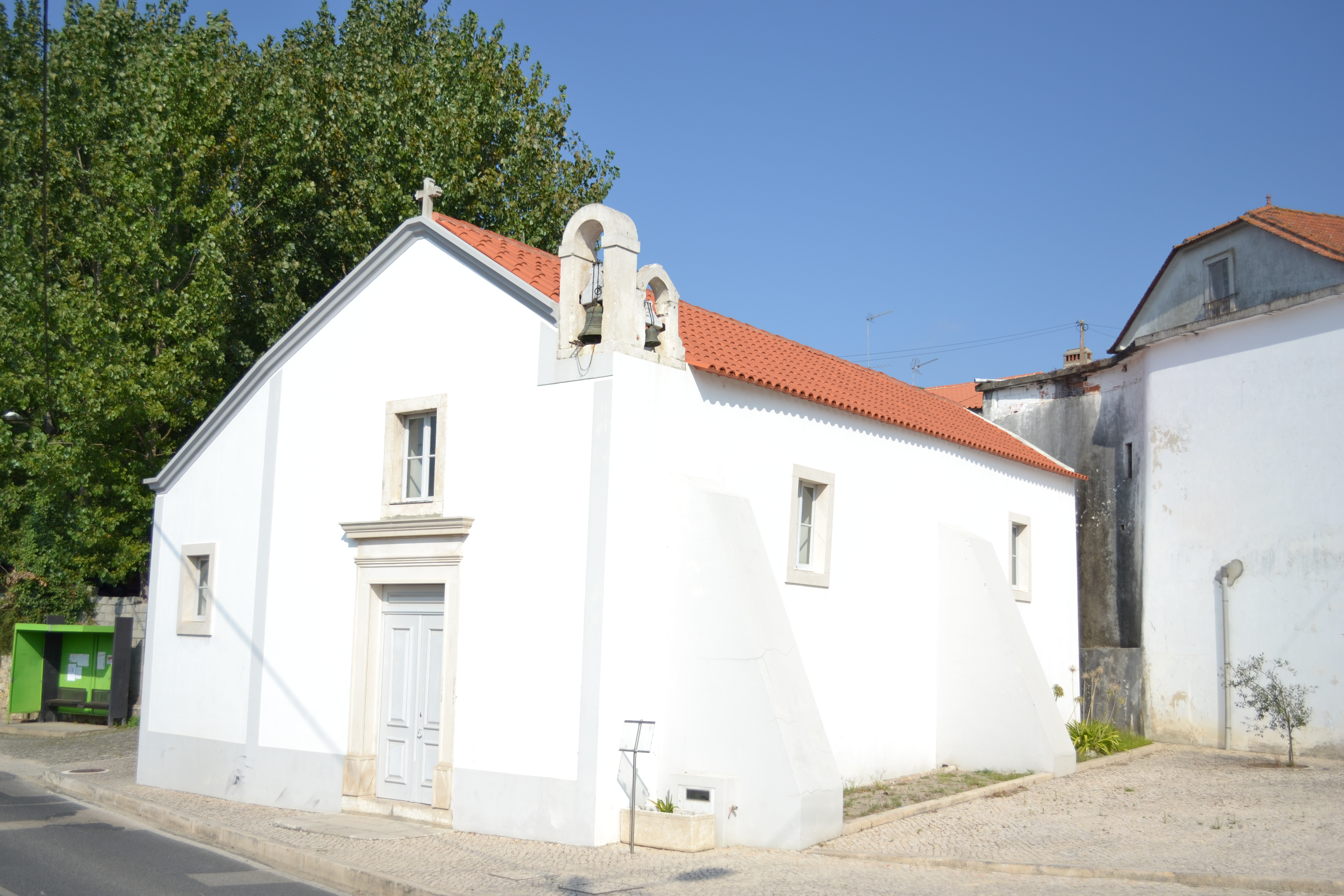
Vista sudoeste
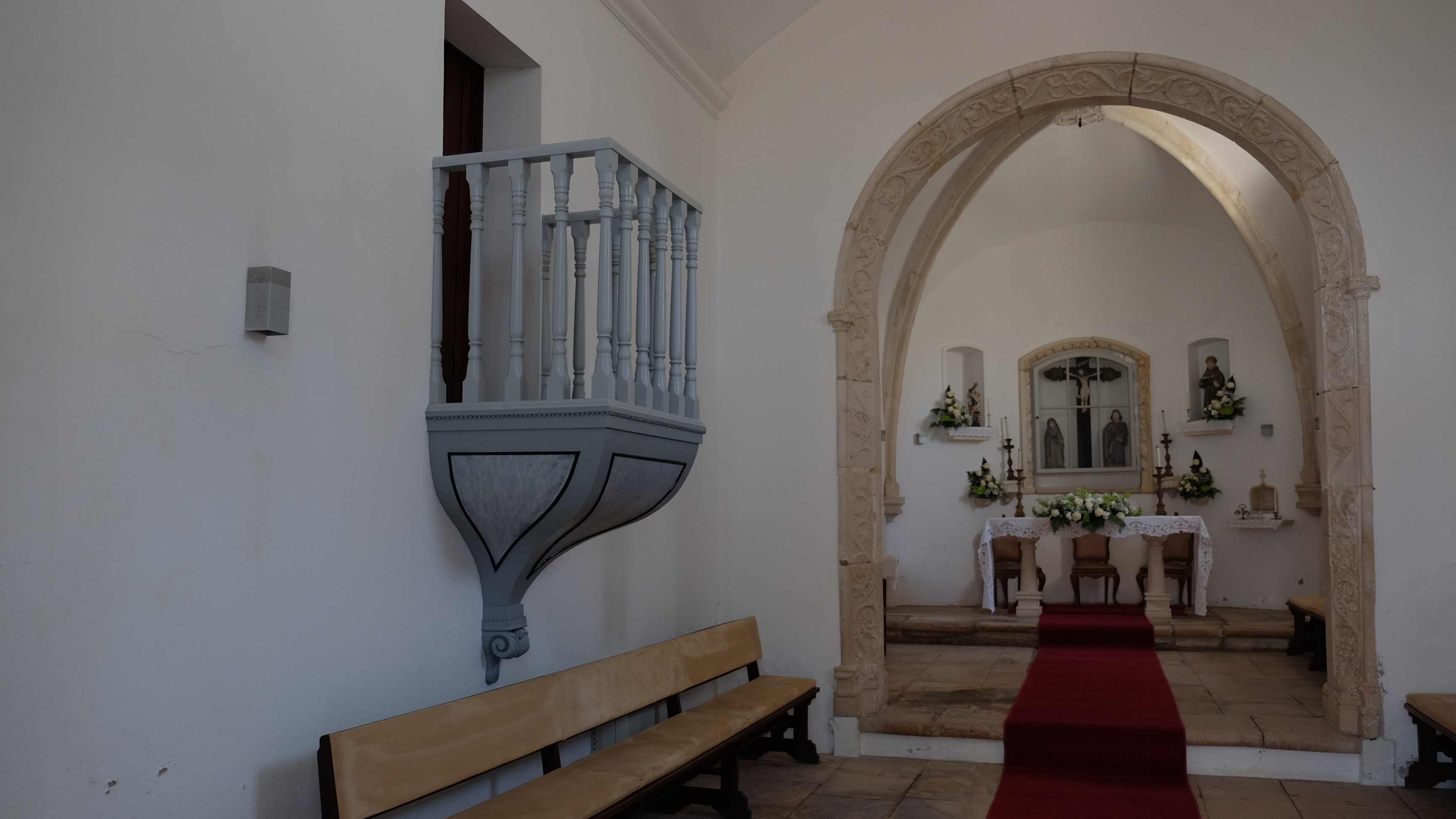
Interior